# Romas Ubartas
Romas Ionovitsj Ubartas (Panevėžys, 26 mei 1960) is een voormalige discuswerper. Aan het begin van zijn sportcarrière kwam hij uit voor de Sovjet-Unie en later voor Litouwen. Hij werd olympisch kampioen, Europees kampioen en Sovjet-kampioen in deze discipline. Hij nam driemaal deel aan de Olympische Spelen en won hierbij twee medailles (goud en zilver). Ubartas was de vlaggendrager voor zijn vaderland bij de openingsceremonie van de Olympische Spelen van 2000 in Sydney.

## Loopbaan
Zijn eerste internationale succes boekte Ubartas in 1986 met een gouden medaille bij het discuswerpen op de Europese kampioenschappen in Stuttgart. Met een beste poging van 67,08 m versloeg hij zijn landgenoten Georgi Kolnoottsjenko (zilver; 67,02) en Vaclovas Kidykas (brons; 66,32). Eerder dat jaar won hij dit onderdeel al bij de Sovjet-kampioenschappen. Op de wereldkampioenschappen van 1987 in Rome kwalificeerde hij zich met 64,48 m voor de finale. In de finale behaalde hij een zesde plaats.
Bij zijn olympisch debuut in 1988 op de Spelen van Seoel kwalificeerde hij zich meteen voor de finale, waarbij hij een zilveren medaille behaalde met 67,48. Olympisch kampioen werd de Duitser Jürgen Schult, die met 68,82 meer dan een meter verder wierp. Vier jaar later behaalde hij zijn grootste succes van zijn atletiekcarrière. Op de Olympische Spelen van Barcelona veroverde hij een gouden medaille. Met 65,12 versloeg hij de vorige olympische kampioen Jürgen Schult (zilver; 64,94) en de Cubaan Roberto Moya (brons; 64,12).
In de Sovjet-tijd trainde Ubartas bij Dynamo in Vilnius, de tegenwoordige hoofdstad van Litouwen.

## Titels
- Olympisch kampioen discuswerpen - 1992
- Europees kampioen discuswerpen - 1986
- Sovjet-kampioen discuswerpen - 1986

## Persoonlijk record
| Onderdeel    | Prestatie | Datum      | Plaats      |
| ------------ | --------- | ---------- | ----------- |
| discuswerpen | 70,06 m   | 8 mei 1988 | Smalininkay |

## Palmares

### Discuswerpen
- 1986:  Goodwill Games - 67,12 m
- 1986:  EK - 67,08 m
- 1987:  Grand Prix Finale - 61,76 m
- 1987: 6e WK - 65,50 m
- 1988:  OS - 67,48 m
- 1989:  Europacup - 63,98 m
- 1990: 5e EK - 63,70 m
- 1990:  Goodwill Games - 67,13 m
- 1991:  Grand Prix Finale - 63,96 m
- 1992:  OS - 65,12 m

1896: Bob Garrett ·
1900: Rudolf Bauer ·
1904: Martin Sheridan ·
1906: Martin Sheridan ·
1908: Martin Sheridan ·
1912: Armas Taipale ·
1920: Elmer Niklander ·
1924: Bud Houser ·
1928: Bud Houser ·
1932: John Anderson ·
1936: Ken Carpenter ·
1948: Adolfo Consolini ·
1952: Sim Iness ·
1956: Al Oerter ·
1960: Al Oerter ·
1964: Al Oerter ·
1968: Al Oerter ·
1972: Ludvík Daněk ·
1976: Mac Wilkins ·
1980: Viktor Rasjtsjoepkin ·
1984: Rolf Danneberg ·
1988: Jürgen Schult ·
1992: Romas Ubartas ·
1996: Lars Riedel ·
2000: Virgilijus Alekna ·
2004: Virgilijus Alekna ·
2008: Gerd Kanter ·
2012: Robert Harting ·
2016: Christoph Harting ·
2020: Daniel Ståhl ·
2024: Rojé Stona
- World Athletics: 14211604
- Virtual International Authority File: 4595154260565124480005